# 李滋罗斯

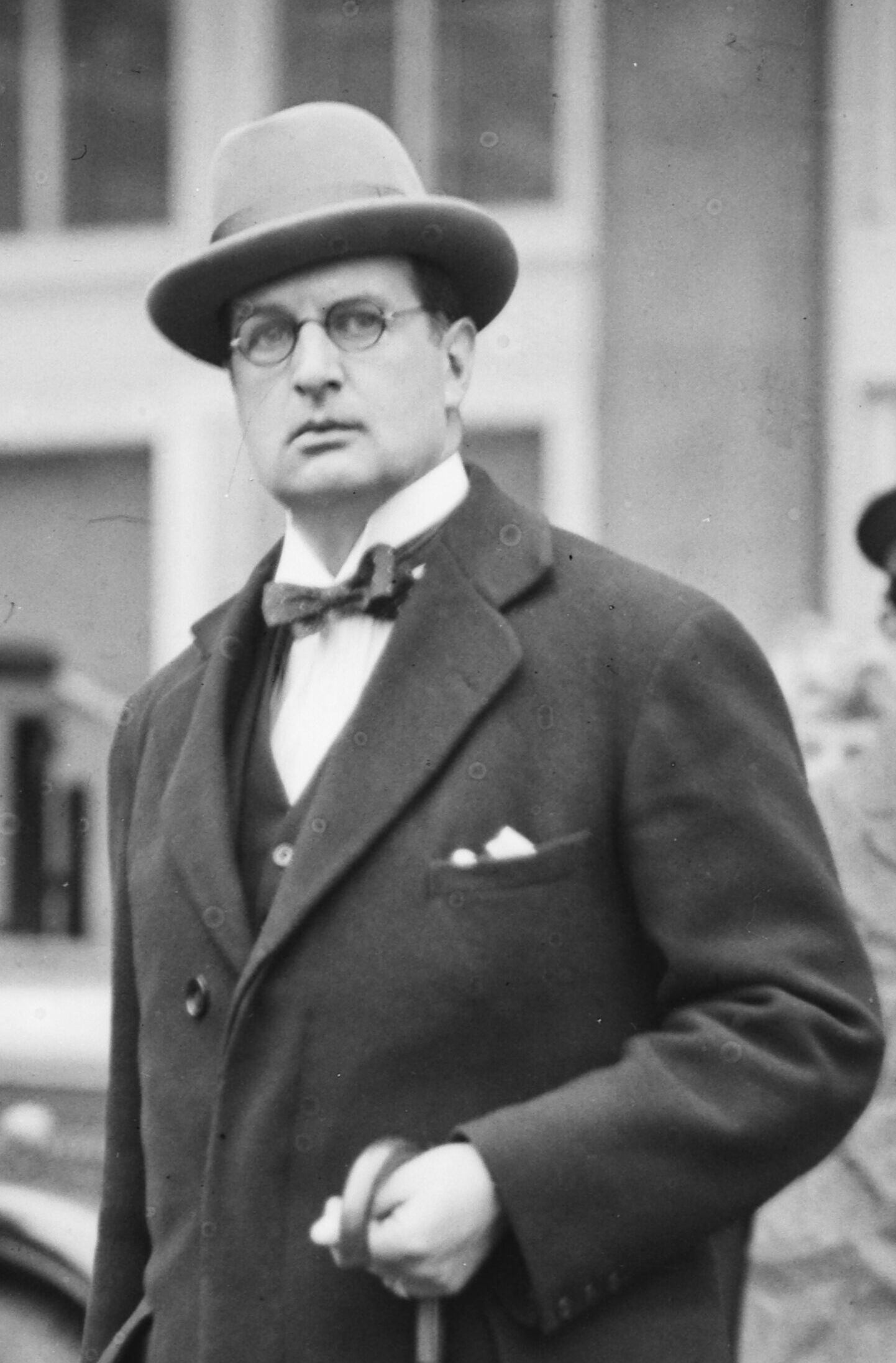

李滋罗斯爵士（英文：Sir Frederick William Leith-Ross 1887年—1968年）生于毛里求斯，是英国政府在1932年至1945年间的经济顾问。1935年，中华民国黄金十年时期，李滋罗斯曾代表英国前往中国说服中国进行货币改革并帮助国民政府制定了货币改革方案。